# فهرست سفیران ایران در اندونزی
سفارت ایران در در جاکارتا در اردیبهشت ماه ۱۳۳۰ به وسیله عبدالاحد یکتا تأسیس شد و وی تا دی ماه ۱۳۳۰ وزیرمختار بود. در این تاریخ به علت صرفه‌جویی در بودجه، سفارت مزبور تعطیل گردید و سفرای ایران در هند، در جاکارتا اکردیته شدند.

## پهلوی
- عبدالاحد یکتا (وزیرمختار) اردیبهشت ۱۳۳۰ تا دی ۱۳۳۰

بسته شدن سفارت به جهت صرفه‌جویی
- عبدالحسین صدیق اسفندیاری (وزیرمختار) ۱۵ اسفند ۱۳۳۵ - ۱۳۴۰
- جواد قدیمی (سفیرکبیر) آذر ۱۳۴۰ - ؟
- بهمن آهنین
- غلامعلی وحید مازندرانی
- محمدعلی شکوهیان سفیر از مرداد ۱۳۵۵ تا شهریور ۱۳۵۷
- پرویز صفی‌نیا سفیر از شهریور ۱۳۵۷ تا دی ۱۳۵۷
- محمد کامیابی‌پور کاردار موقت از دی ۱۳۵۷ ۱۳۵۷ تا مرداد ۱۳۶۰

## جمهوری اسلامی
- محمود کامیابی‌پور (کاردار موقت) ۱۳۵۸
- محمد عالیخانی مرداد ۱۳۵۸[۱] تا ؟
- عبدالعظیم هاشمی نیک مرداد ۱۳۶۰ تا فروردین ۱۳۶۵
- سید حسین میرفخار اردیبهشت ۱۳۶۵ تا ۱۳۶۹
- سید علی‌اصغر قریشی ۱۳۶۹ تا ۱۳۷۲
- سید محسن نبوی ۱۳۷۲ تا ۱۳۷۵
- عبدالله ذی‌فن ۱۳۷۵ تا ۱۳۸۰
- شعبان شهیدی مؤدب ۱۳۸۰ تا ۱۳۸۴
- بهروز کمالوندی ۱۳۸۴ تا ۱۳۸۸
- محمود فرازنده اسفند ۱۳۸۸ تا ۱۳۹۳
- ولی‌الله محمدی نصرآبادی فروردین ۱۳۹۴ تا ۱۳۹۸
- محمد خوش‌هیکل آزاد ۱۳۹۹ تا ۱۴۰۲
- مهدی رونق  ۱۴۰۲-۱۴۰۲ (معاون و مسئول موقت)
- محمد بروجردی ۱۴۰۲ تاکنون